# Ołeksandr Moroz (szachista)
Ołeksandr Moroz, ukr. Олександр Мороз (ur. 18 stycznia 1961 w Dniepropetrowsku, zm. 17 stycznia 2009 w Mińsku) – ukraiński szachista i działacz szachowy, arcymistrz od 1999 roku.

## Kariera szachowa
Wielokrotnie uczestniczył w finałach indywidualnych mistrzostw Ukrainy, największy sukces odnosząc w 1988 r. we Lwowie, gdzie podzielił I miejsce (wspólnie z Walerijem Niewierowem i Stanisławem Sawczenko). W latach 1990, 1991 oraz 1994 reprezentował barwy klubu Chemik Bydgoszcz w rozgrywkach o drużynowe mistrzostwo Polski (w 1990 r. uzyskując najlepszy indywidualny wynik na I szachownicy).
W 1992 zwyciężył (wspólnie z Aszotem Nadanjanem) w otwartym turnieju w Częstochowie. W kolejnych latach sukcesy odniósł m.in. w Pardubicach (1995, dz. II m. za Siergiejem Mowsesjanem, wspólnie m.in. ze Zbynkiem Hráčkiem i Michaelem Feyginem), Jenakijewem (1997, dz. I m. wspólnie z Giorgim Bagaturowem i Stanisławem Sawczenką), Děčínie (1998, II m. za Olegiem Kozłowem), Margańcu (1999, I m.) oraz w Ałuszcie – dwukrotnie (2003, II m. za Aleksandrem Potapowem oraz 2006, III m. za Aleksandrem Aleksikowem i Władimirem Bielikowem).
Najwyższy wynik rankingowy w karierze osiągnął 1 października 2000; mając 2530 punktów. zajmował wówczas 23. miejsce wśród ukraińskich szachistów.
Poza grą turniejową był również aktywnym działaczem szachowym, m.in. jako organizator, trener i sędzia. Pełnił funkcje wiceprezydenta Ukraińskiej Federacji Szachowej oraz prezydenta Dniepropietrowskiego Związku Szachowego. Zmarł po długiej chorobie.